# (19185) Guarneri
(19185) Guarneri ist ein Asteroid des Hauptgürtels, der am 4. Oktober 1991 vom deutschen Astronomen Freimut Börngen an der Thüringer Landessternwarte Tautenburg (IAU-Code 033) entdeckt wurde.
Der Asteroid wurde nach der Cremoneser Geigenbauerfamilie Guarneri benannt. Die von (Bartolomeo) Giuseppe Antonio gebauten Instrumente werden in der Güte mit denen von Antonio Stradivari gleichgesetzt.